# De Vijf weer op Kirrin-eiland
De Vijf weer op Kirrin-eiland is het zesde deel uit de De Vijf-boekenreeks. Het boek werd in 1947 geschreven door Enid Blyton onder de titel Five on Kirrin island again.
Het boek werd voor Nederland bewerkt door D.L. Uyt den Boogaard en uitgegeven door H.J.W. Becht, met illustraties van Jean Sidobre. Begin 2000 werd het boek opnieuw uitgegeven in een vertaling van J.H. Gever en voorzien van illustraties door Julius Ros.

## Verhaal
George is boos wanneer ze bericht krijgt dat haar vader Quentin op haar eiland, Kirrin-eiland, gaat wonen voor een experiment. Hij wil er zelfs een toren bouwen. Als De Vijf in de vakantie het eiland bezoeken, ontbreekt van oom Quentin elk spoor.